# Lojă masonică

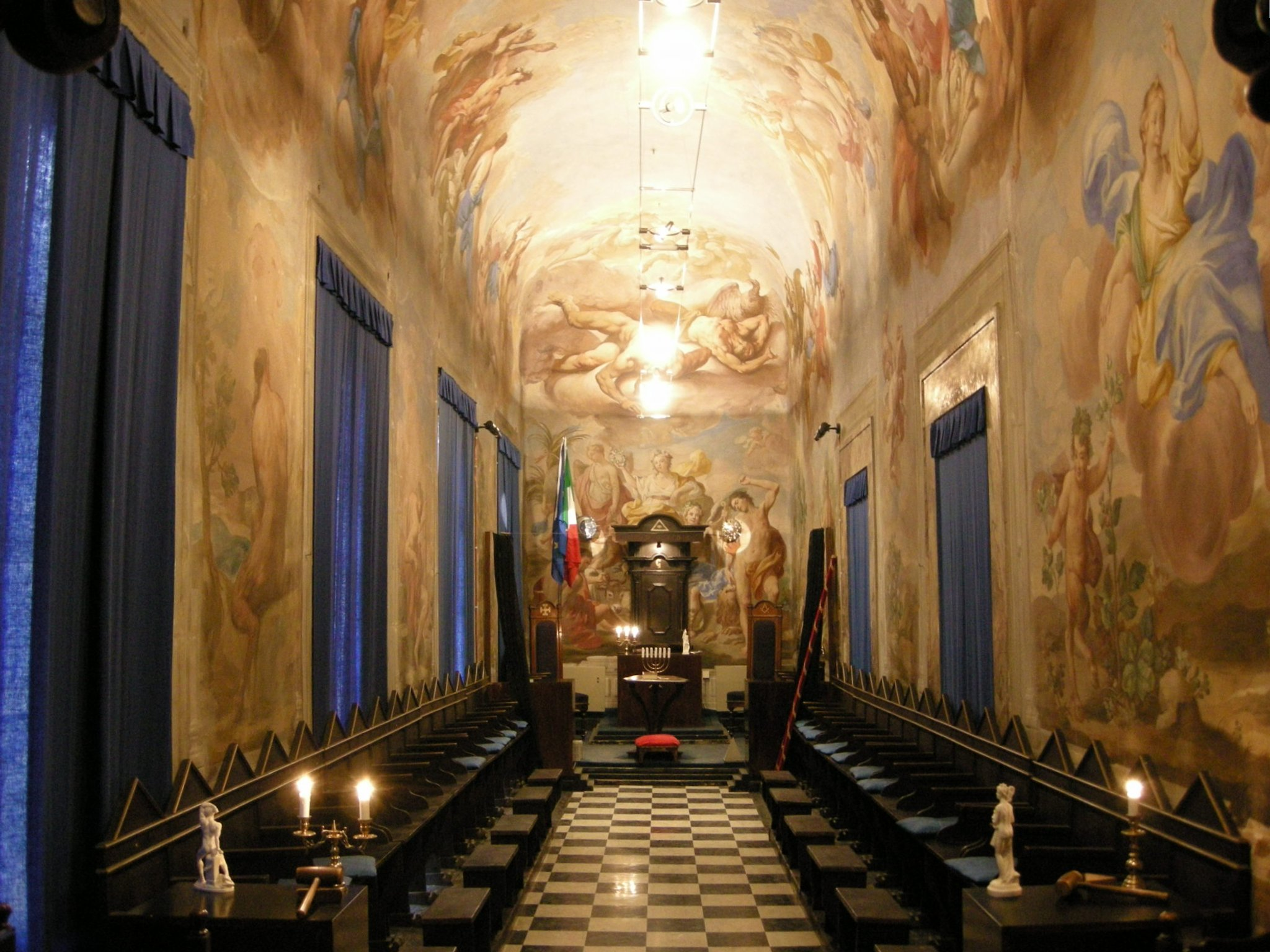
Templul unei loji masonice din Italia

Loja masonică (Lojă Privată sau Lojă Constituentă în constituțiile masonice) este unitatea organizațională de bază în francmasonerie, cea în care sunt inițiați noii membri. Lojile inițiatice sunt adesea denumite ateliere sau loji albastre.

Lojile masonice, prezente în numeroase țări, se regăsesc grupate sub formă de obediențe autonome, mari loji sau mari oriente.

## Originea primei Mari Loji
La începutul secolului al XVIII-lea, în Anglia luaseră ființă numeroase loji masonice. Până în anul 1716, majoritatea lojilor erau compuse exclusiv din membri non-operativi. În decembrie 1716, în ziua de Sfântul Ion, câțiva masoni din Londra au avut o întâlnire informală. Membrii celor patru Loji s-au întâlnit din nou pe 24 iunie 1717, de ziua lui Ioan Botezătorul și au înființat prima Mare Lojă, formând Mare Maestru pe Anthony Sayer. Ei definesc Noua Mare lojă din Anglia ca „lojă mamă” atuturor celorlalte, creând o jurisdicție a cărei suveranitate se întinde asupra tuturor lojilor masonice din lume acordându-le sau nu „regularitate”. Această Mare Lojă va păstra de la vechea Francmasonerie operativă parolele, semnele și simbolismul, pe care le va dezvolta după modelul societăților secrete din antichitate, va reorganiza riturile și va adopta idealul iluminist al eliberării omului prin cultură (câteva dintre devizele Francmasoneriei speculative fiind: „facem oamenii buni și mai buni” și „un mason liber într-o lojă liberă").
Cu toate că începuturile au fost modeste, Marea Lojă a Angliei va căpăta în curând o importanță considerabilă, fiind și astăzi instituția centrală care recunoaște sau nu recunoaște obedientele sau asociațiile naționale francmasonice. Această zi se numără printre cele mai importante date din istoria Masoneriei, deoarece atunci s-a marcat debutul Francmasoneriei moderne. 
După crearea Marii Loji a Londrei în 1717, numărul lojilor crește destul de rapid în Anglia. În anul 1738, Marea Lojă a Londrei se proclamă marea lojă a Angliei, care în cursul primei jumătăți a secolului al XVIII-lea încearcă să-și extindă dominația și asupra adunărilor masonice franceze. Data constituirii primei Loji franceze nu se știe cu exactitate. La origine ele nu erau franceze în deplinătatea cuvântului, ele fiind loji masonice engleze pe teritoriul Franței, în aceste loji se găseau câțiva intelectuali și niște soldați ce aparțineau regimentelor scoțiene și olandeze. Unii istorici propun anul 1721, alții 1723 sau 1725. Un fapt cert este că în 1729 Marea Lojă din Londra transmite unei loje franceze un exemplar al Constituțiilor francmasonice.
Cu mici excepții, fiecare lojă masonică regulară a primit girul unei Mari Loji, de aici concluzia că toate provin, de fapt, din Marile Loji ale Angliei, Scoției sau Irlandei. Fiecare Mare Lojă are o jurisdicție teritorială proprie sau reprezintă o anumită regiune (fiecare stat din S.U.A. este guvernat de o Mare Lojă).

## Tipuri de loji
Cele mai multe Loje sunt formate din masoni care trăiesc și muncesc într-un anumit oraș sau vecinătate. Alte loje sunt compuse din masoni care partajează un interes, o profesiune, sau trecut comun. Există astfel loji pentru colegi de școală, universități, unități militare, artiști, sau pentru membri cu pasiuni comune. În unele loji, fondarea și numele acestora poate avea doar un interes istoric, în timp membrii evoluând și depășind obiectivele inițiale.
Există de asemenea loje specializate în cercetare, cu membrii aleși exclusiv dintre masonii Masteri, interesați în studiile masonice (istorie, filozofie, etc.). Lojile de Cercetare sunt autorizate dar, în general, nu inițiază noi candidați. 
Lojile de Instrucție în Marea Lojă Unită a Angliei pot fi autorizate de oricare lojă obișnuită pentru studiul și învățarea ritualului masonic.
La rândul lor obediențele pot fi grupate în mai multe tipuri: regulare (cele mai răspândite), tradiționale, liberale, alte obediențe regulare și tradiționale, precum și obediențe independente și clandestine (nesusținute).

## Administrarea lojilor
O lojă trebuie să-și țină întâlnirile la date fixe și publicate. Ea va alege, iniția și promova membrii și conducătorii săi, va construi și administra proprietățile și valorile sale, inclusiv înțelegerile scrise și înregistrările și poate stăpâni, ocupa și partaja bunurile sale imobiliare. 
Ca orice organizație, va organiza întâlnirile și procedurile sale de lucru, adunările generale anuale, comitetele, fondurile de caritate, corespondența și rapoartele, evidența membrilor organizației și solicitările de înscriere, contabilitatea și taxele și impozitele, evenimentele speciale, etc. Evidența activităților este individuală pentru fiecare lojă și conform cu propria constituție și proceduri, lojile evoluând în moduri foarte diferite conform propriilor tradiții. 
Fiecare nouă lojă trebuie să fie autorizată de Marea Lojă, pentru întâlniri și activitate. Cu excepția a foarte puține ocazii din perioada timpurie când lojile precedau formarea marii loje, masonii care se întâlnesc ca lojă fără a afișa acest document sunt numiți "clandestini" sau nereglementari.

## Inițierea într-o lojă
O persoană poate fi inițiată, sau făcută mason într-o lojă, în care acesta rămâne adesea membru pe viață. Un Maestru mason poate în general participa la orice întâlnire a altei loji de sub orice jurisdicție împrietenită cu propria sa lojă, iar la rândul ei o lojă poate oferi ospitalitate în cadrul întâlnirilor formale. Un vizitator trebuie să verifice mai întâi regularitatea acelei loje și trebuie să fie capabil să certifice lojei respective propria sa regularitate; vizitatorului i se poate refuza vizita dacă se consideră că vizita respectivă poate strica armonia lojei. Dacă o persoană dorește să viziteze în mod repetat aceeași lojă, i se poate solicita acesteia să se înscrie în lojă și să plătească un abonament.

## Întrunirile lojilor
Masonii se întâlnesc în clădiri masonice numite Temple (de filozofie și arte). Totuși, în terminologia obișnuită, localurile masonice sunt numite adesea "Loji" deoarece masonii se întâlnesc ca lojă, cuvântul "Lojă" desemnând mai degrabă oamenii grupați decât locul adunării. 
În multe țări, Centrul sau Sala Masonică a înlocuit denumirea de Templu pentru a evita atragerea unor prejudicii sau suspiciuni. Mai multe loje diferite, ca și alte organizații masonice și nemasonice, pot folosi adesea aceleași locații la date diferite.
Conform tradițiilor masonice, masonii cioplitori în piatră din Europa medievală se întâlneau, mâncau și se adăposteau în afara orelor de lucru într-o Lojă situată în partea de sud a unei clădiri, unde căldura soarelui încîlzea pietrele în timpul zilei. De aceea partea de întâlnire Masa Festivă (sau Masa Socială), este denumită adesea Sudul. Lojile timpurii se întâlneau adesea într-o tavernă sau alt loc fixat de comun acord care avea o cameră privată.

## Configurația unei loji
Într-o lojă constituită în mod standard există trei oficii principale, pe lângă importantul oficiu al Gardianului Exterior. Aceste trei oficii principale sunt acelea de Maestru, Gardian Senior și Gardian Junior. Mai există oficiile Diaconului Senior, Diaconului Junior și Gardianului interior, în vreme ce alte oficii auxiliare sunt acelea de Muzician, Secretar, Trezorier, Maestru de Ceremonii, Capelan și Maestru Anterior.
Pentru a fi considerată ca formată în mod perfect, este de fapt necesar ca primele șapte oficii să fie ocupate într-o lojă.  

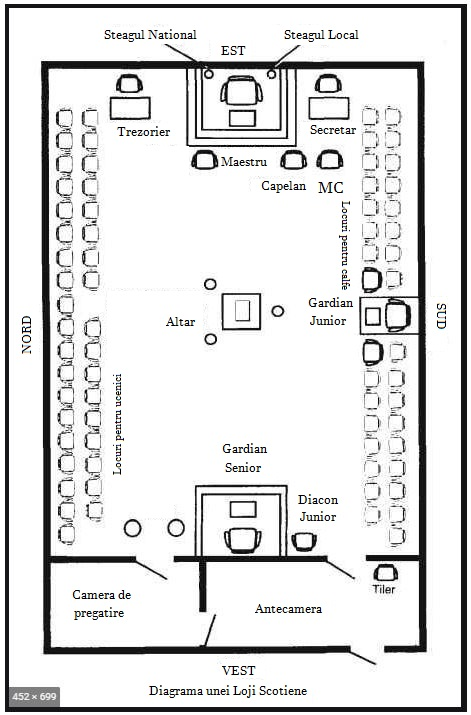
Configurația unei Loji Scoțiene (Altarul este amplasat în centrul Lojei).